# Poczobutt (cràter)

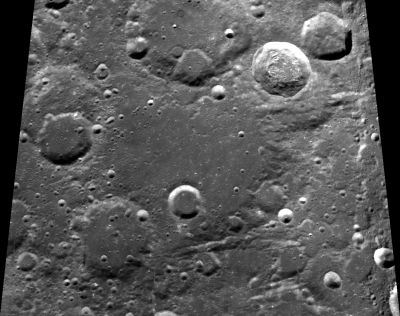
Fotografia de la missió Clementine (1994)

Poczobutt és un gran cràter d'impacte pertanyent a la cara oculta de la Lluna, just més enllà del terminador nord-oest, en una àrea ocasionalment visible des de la Terra a causa dels efectes de la libració. És una formació danyada que està parcialment coberta per diversos cràters amb nom. Travessant la vora de Poczobutt, al nord-nord-est es troba el cràter Smoluchowski. Per la seva banda, el cràter Zsigmondy travessa el bord nord-est, i Omar Khayyam es troba en la part occidental de l'interior de Poczobutt.

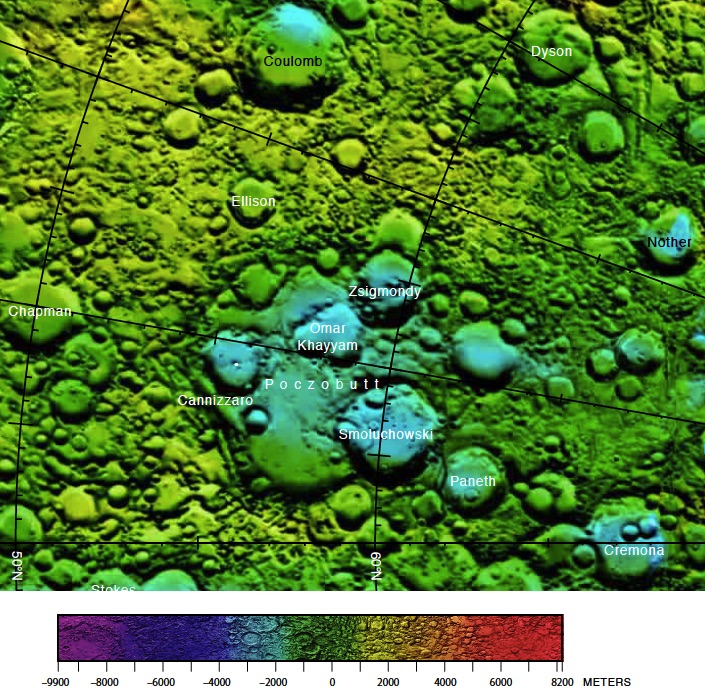
Localització de Poczobutt (prop del centre de la part inferior de la imatge)

Poc de tros de la vora exterior d'aquest cràter roman intacta, i la que sobreviu es troba molt desgastada i erosionada. La vora exterior forma ara un anell irregular de pics, escletxat en diversos llocs per petits cràters. La part més intacta de la vora és un petit arc en el costat oriental. Igualment, gran part del sòl interior és irregular, a causa d'impactes superposats o a les seves ejeccions. No obstant això, es localitza una zona plana en la meitat aquest, gairebé freturós de trets significatius. Aquesta zona està marcada tan sols per unes quantes crestes baixes i alguns petits cràters. Un altre petit cràter, situat en el bord sud d'aquesta plana, presenta l'interior inundat per la lava, i manca d'altres trets distintius.
La majoria de les formacions de cràters associades amb Poczobutt estan gairebé tan erosionades com el cràter principal. No obstant això, Poczobutt H, en la vora externa al nord-est, té una vora afilada, ben definida, alguns terraplentas en la paret interna, i una albedo més alta en comparació amb el terreny circumdant.

## Cràters satèl·lit
Per convenció aquests elements són identificats en els mapes lunars posant la lletra en el costat del punt mitjà del cràter que està més proper a Poczobutt.
|           | \| Poczobutt \| Coordenades \| Diàmetre \| \| --------- \| -------------------------------------- \| -------- \| \| J \| 56° 36′ N, 96° 48′ O / 56.6°N,96.8°O \| 24 km \| \| R \| 56° 00′ N, 103° 30′ O / 56.0°N,103.5°O \| 39 km \| |          |
| Poczobutt | Coordenades | Diàmetre |
| J         | 56° 36′ N, 96° 48′ O / 56.6°N,96.8°O | 24 km    |
| R         | 56° 00′ N, 103° 30′ O / 56.0°N,103.5°O | 39 km    |